# Museo Rocsen
Das Museo Polifacético Rocsen ist ein privates Museum in der argentinischen Provinz Córdoba, gelegen etwa 5 km außerhalb des Ortes Nono und in 12 km Entfernung von Mina Clavero. Gründer und Besitzer des am 6. Januar 1969 eröffneten Museums ist der bretonische Einwanderer Juan Santiago Bouchon. Gezeigt werden über 20.000 Ausstellungsstücke auf einer Fläche von 1530 m².

## Konzept
Bouchon beschreibt das Ziel seines Museums mit den Worten «Deseo que en mi museo se encuentre todo el hombre para todos los hombres» (Juan Santiago Bouchon, deutsch: „Ich wünsche, dass sich in meinem Museum der ganze Mensch für alle Menschen findet“).

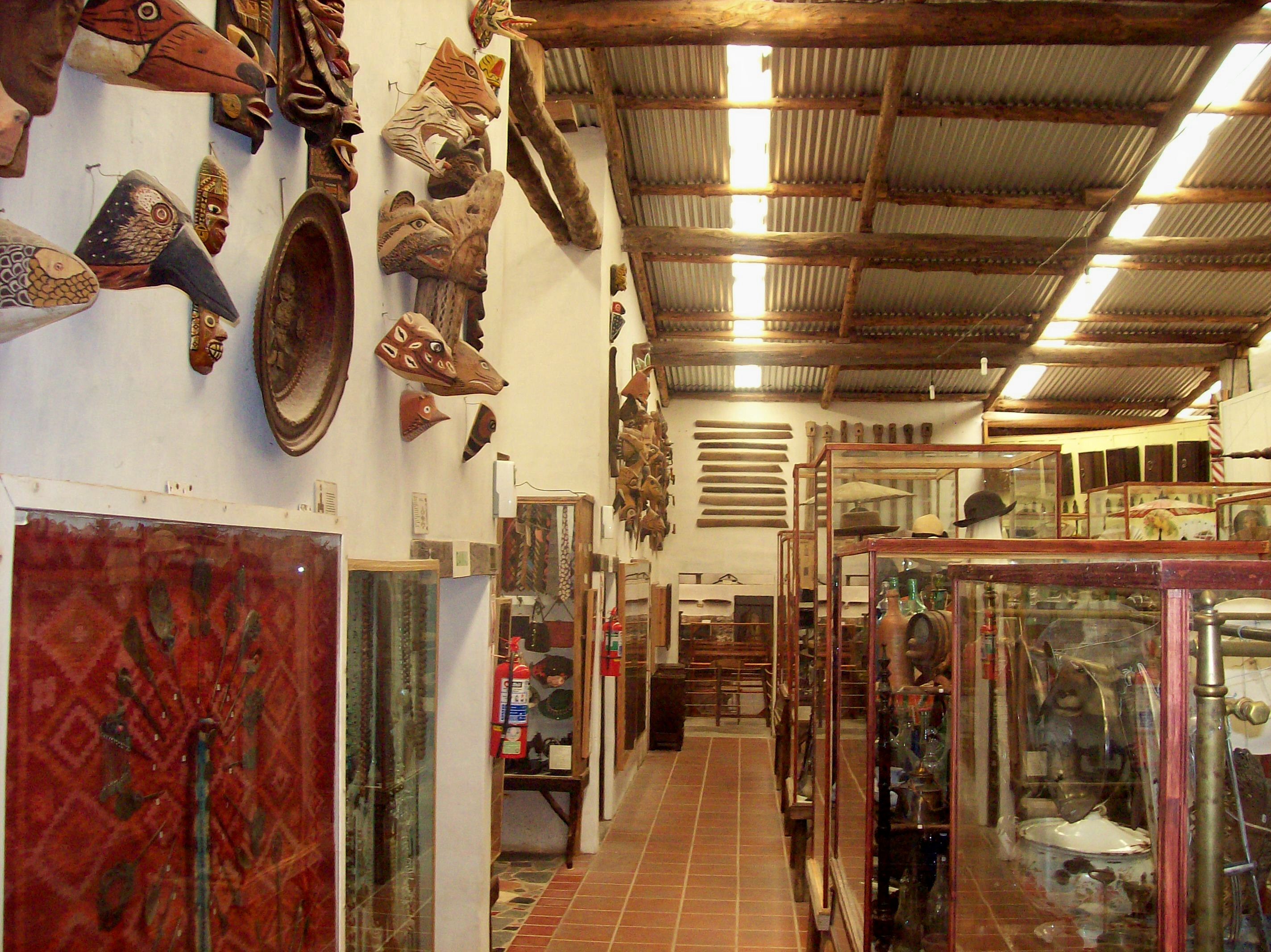
Museo Rocsen: Ausstellung

1969 begann das Museum als Sammlung von Schmetterlingen und verschiedenen Kuriositäten und mit einer Ausstellungsfläche von 100 m². Die Sammlung wuchs über die Jahre auf weit über 20.000 Ausstellungsstücke an, laut Inventur aus dem Jahr 2003 umfasste das Museum damals 22.305 Exponate. Diese sind thematisch geordnet und umfassen verschiedene Bereiche der Technologie ebenso wie das Leben des Menschen, Naturgeschichte, Kunst und Glaube.
Geöffnet ist das Museum von 9 Uhr morgens bis Sonnenuntergang an 365 Tagen im Jahr. Der Name des Museums, Rocsen, leitet sich von den Wörtern rocca (Fels) und sacer (heilig) ab und bezeichnete ursprünglich einen Familienbesitz Bouchons’, der im Zweiten Weltkrieg verloren ging.

## Gebäude
Die Fassade des Museumsgebäudes wird von 49 (7×7) Statuen in Nischen geschmückt, die die Geschichte des Denkens repräsentieren sollen, ein Zeichen des Pazifismus und Humanismus sein sollen und von Bouchon selbst geschaffen wurden. Die überdachte Ausstellungsfläche beträgt 1530 m².